# Saison 2016 de l'équipe cycliste Nippo-Vini Fantini
La saison 2016 de l'équipe cycliste Nippo-Vini Fantini est la neuvième de cette équipe.

## Préparation de la saison 2016

### Arrivées et départs
| Arrivées           | Équipe 2015                 |
| ------------------ | --------------------------- |
| Grega Bole         | CCC Sprandi Polkowice       |
| Yūma Koishi        | CCT-Champion System         |
| Kazushige Kuboki   | Ukyo                        |
| Gianfranco Zilioli | Androni Giocattoli-Sidermec |

| Départs             | Équipe 2016                    |
| ------------------- | ------------------------------ |
| Didier Chaparro     | Mundial de Tornillos-PijaosWeb |
| Shiki Kuroeda       | Aisan Racing                   |
| Alessandro Malaguti | Unieuro Wilier                 |
| Mattia Pozzo        | ?                              |

## Coureurs et encadrement technique

### Effectif
| Cycliste             | Date de naissance | Nationalité | Équipe 2015                  |  |
| -------------------- | ----------------- | ----------- | ---------------------------- |  |
| Giacomo Berlato      | 5 février 1992    | Italie      | Nippo-Vini Fantini           |  |
| Alessandro Bisolti   | 7 mars 1985       | Italie      | Nippo-Vini Fantini           |  |
| Grega Bole           | 13 août 1985      | Slovénie    | CCC Sprandi Polkowice        |  |
| Daniele Colli        | 19 avril 1982     | Italie      | Nippo-Vini Fantini           |  |
| Damiano Cunego       | 19 septembre 1981 | Italie      | Nippo-Vini Fantini           |  |
| Pierpaolo De Negri   | 5 juin 1986       | Italie      | Nippo-Vini Fantini           |  |
| Iuri Filosi          | 17 janvier 1992   | Italie      | Nippo-Vini Fantini           |  |
| Eduard-Michael Grosu | 4 septembre 1992  | Roumanie    | Nippo-Vini Fantini           |  |
| Manabu Ishibashi     | 30 novembre 1992  | Japon       | Nippo-Vini Fantini           |  |
| Yūma Koishi          | 15 septembre 1993 | Japon       | CCT-Champion System          |  |
| Kazushige Kuboki     | 6 juin 1989       | Japon       | Ukyo                         |  |
| Nicolas Marini       | 29 juillet 1993   | Italie      | Nippo-Vini Fantini           |  |
| Antonio Nibali       | 23 septembre 1992 | Italie      | Nippo-Vini Fantini           |  |
| Riccardo Stacchiotti | 8 novembre 1991   | Italie      | Nippo-Vini Fantini           |  |
| Antonio Viola        | 10 mars 1993      | Italie      | Nippo-Vini Fantini           |  |
| Genki Yamamoto       | 19 novembre 1991  | Japon       | Nippo-Vini Fantini           |  |
| Gianfranco Zilioli   | 5 mars 1990       | Italie      | Androni Giocattoli-Sidermec  |  |
| Stagiaire            | Date de naissance | Nationalité | Équipe 2016                  |  |
| Nicola Bagioli       | 19 février 1995   | Italie      | Zalf Euromobil Désirée Fior  |  |
| David Gaona Vázquez  | 2 mars 1997       | Mexique     | Hermanos Carranza            |  |
| Marino Kobayashi     | 1er juillet 1994  | Japon       | Kuota-Construcciones Paulino |  |

Portraits
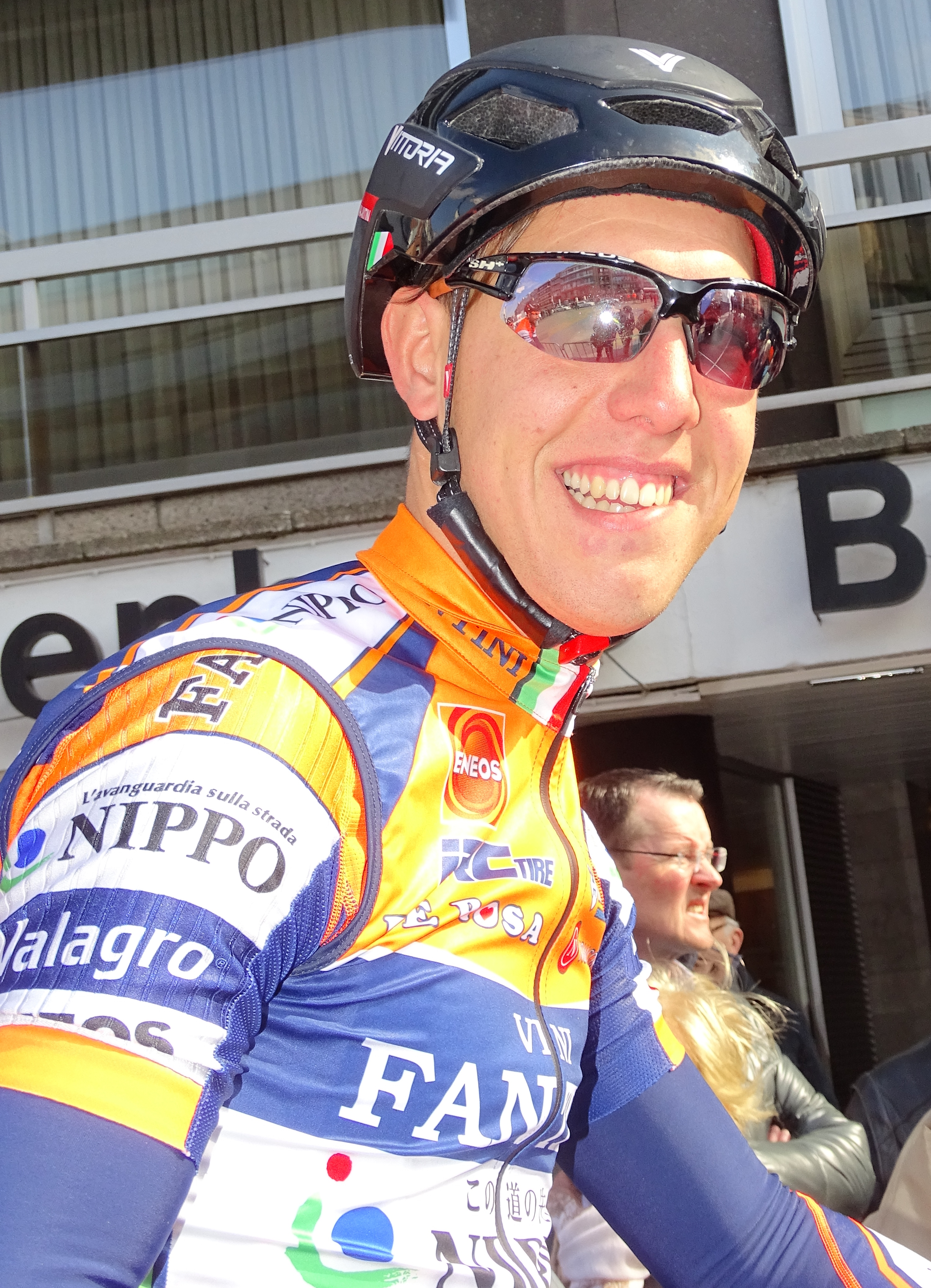
Giacomo Berlato.
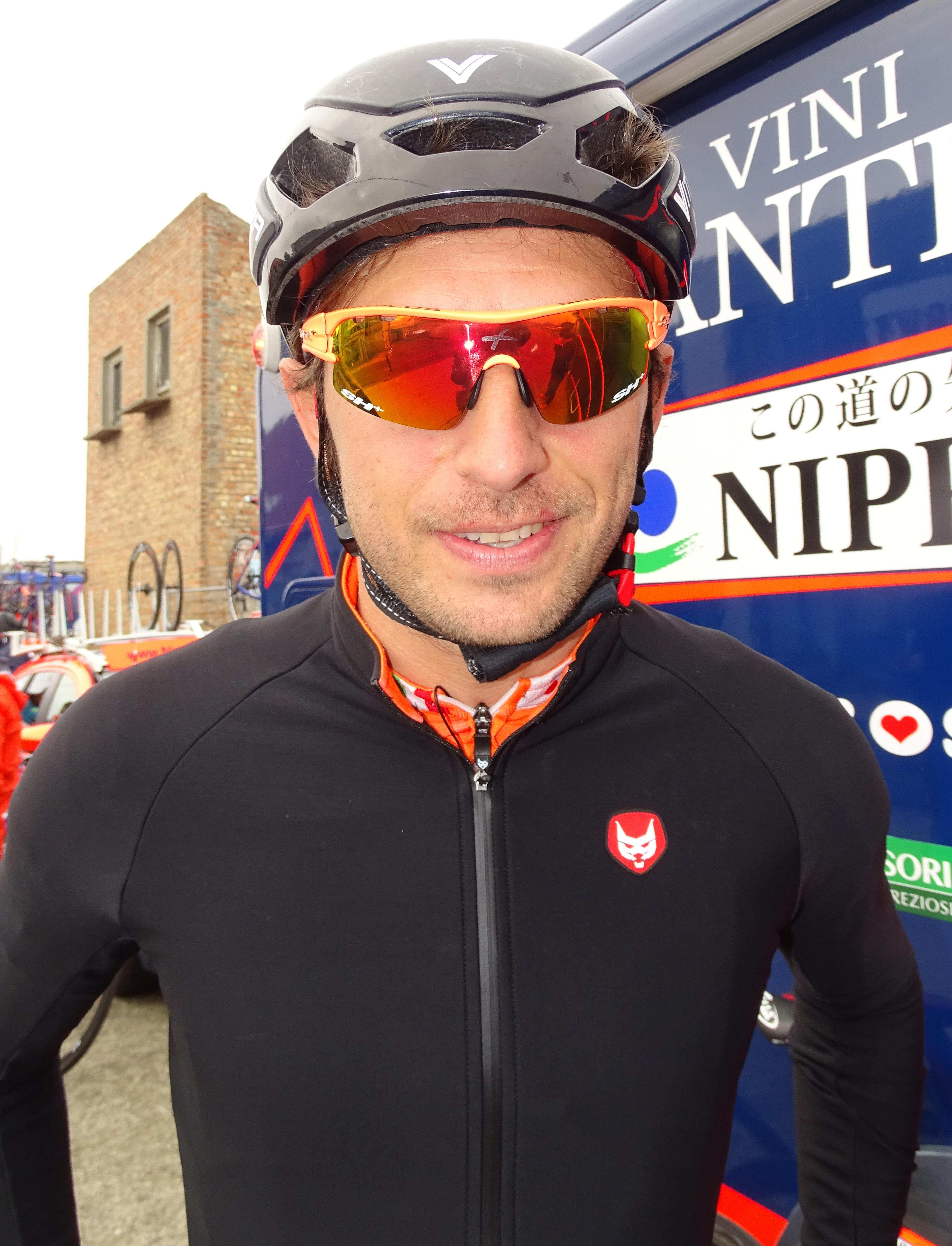
Daniele Colli.
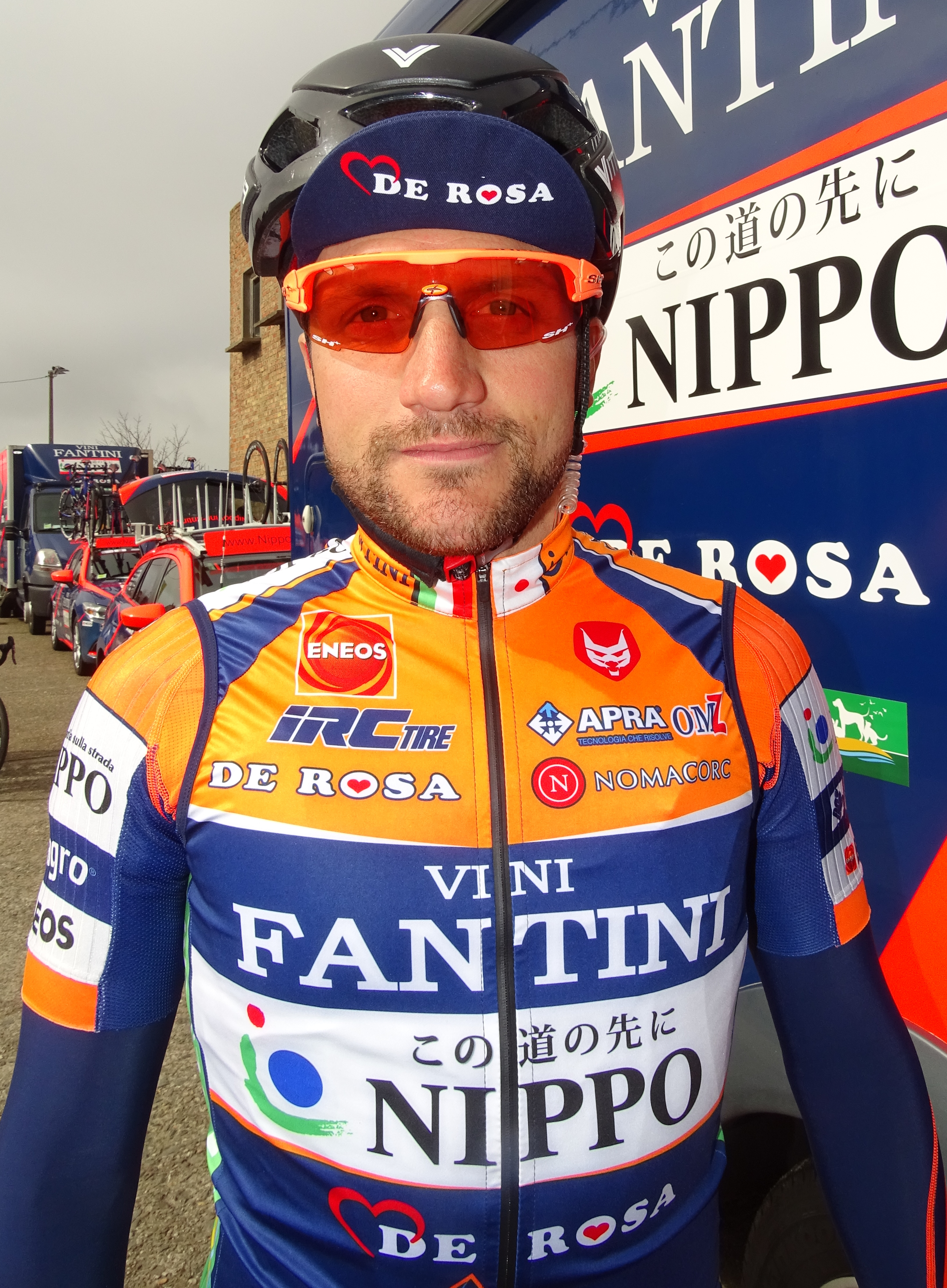
Pierpaolo De Negri.
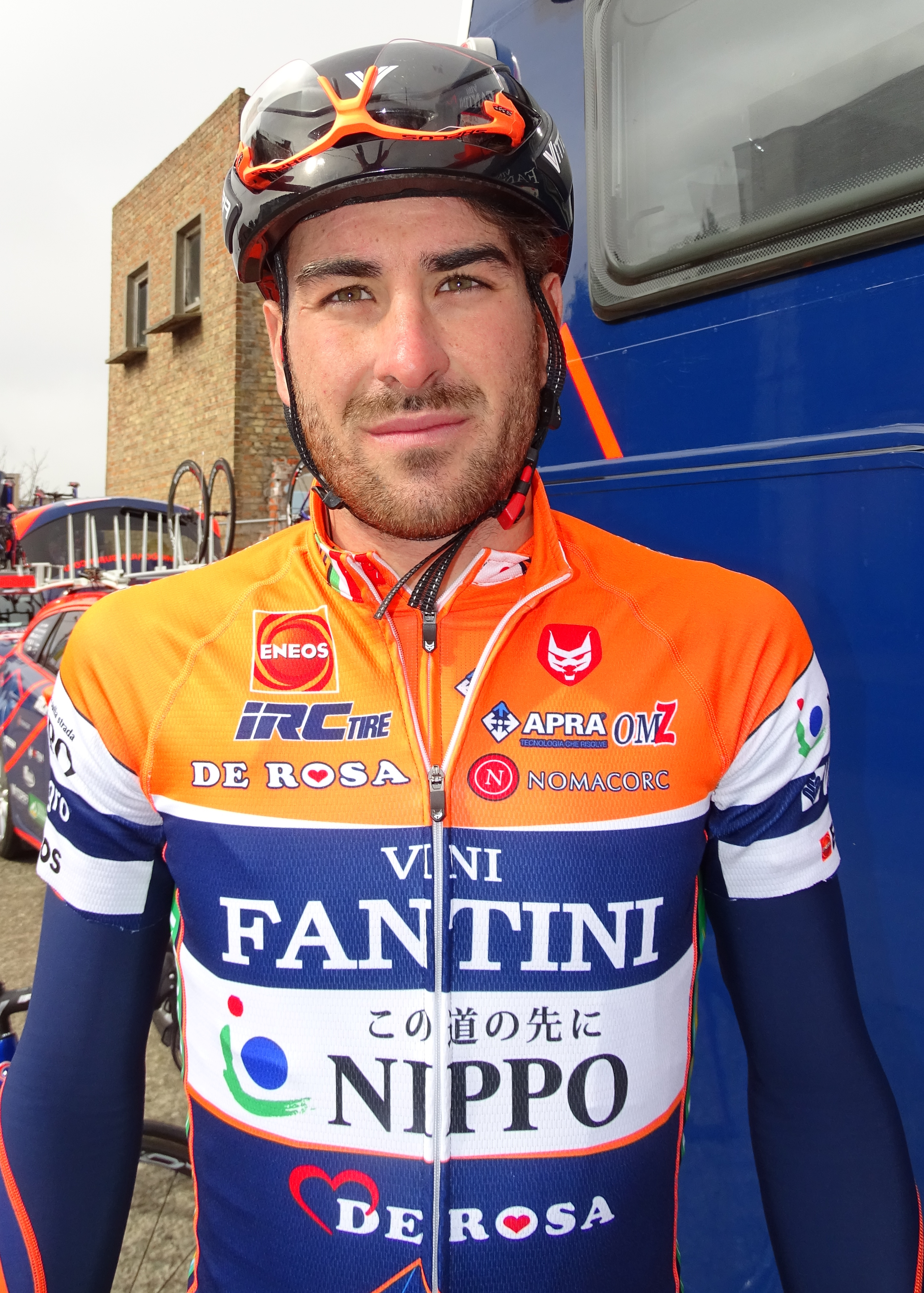
Riccardo Stacchiotti.
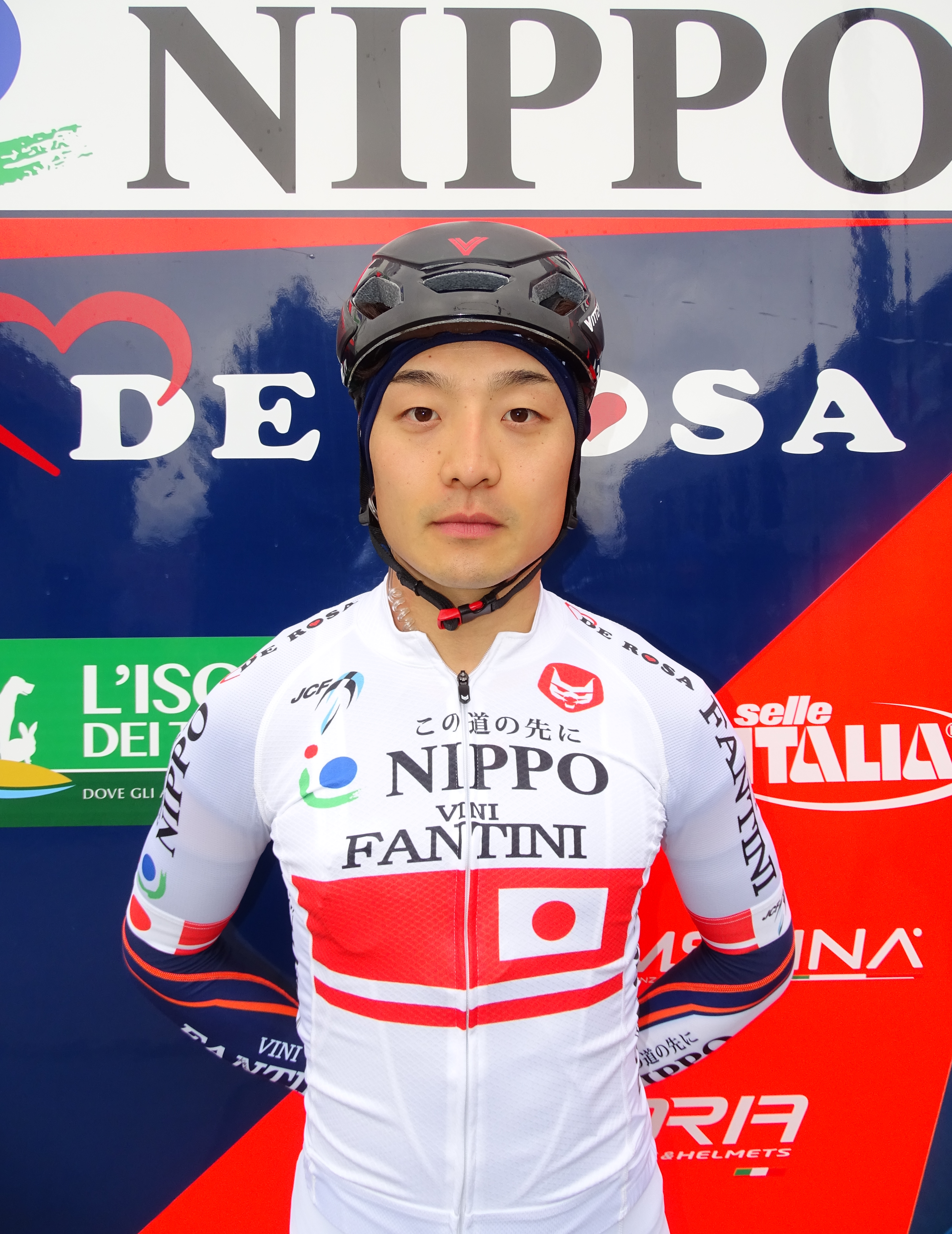
Kazushige Kuboki.
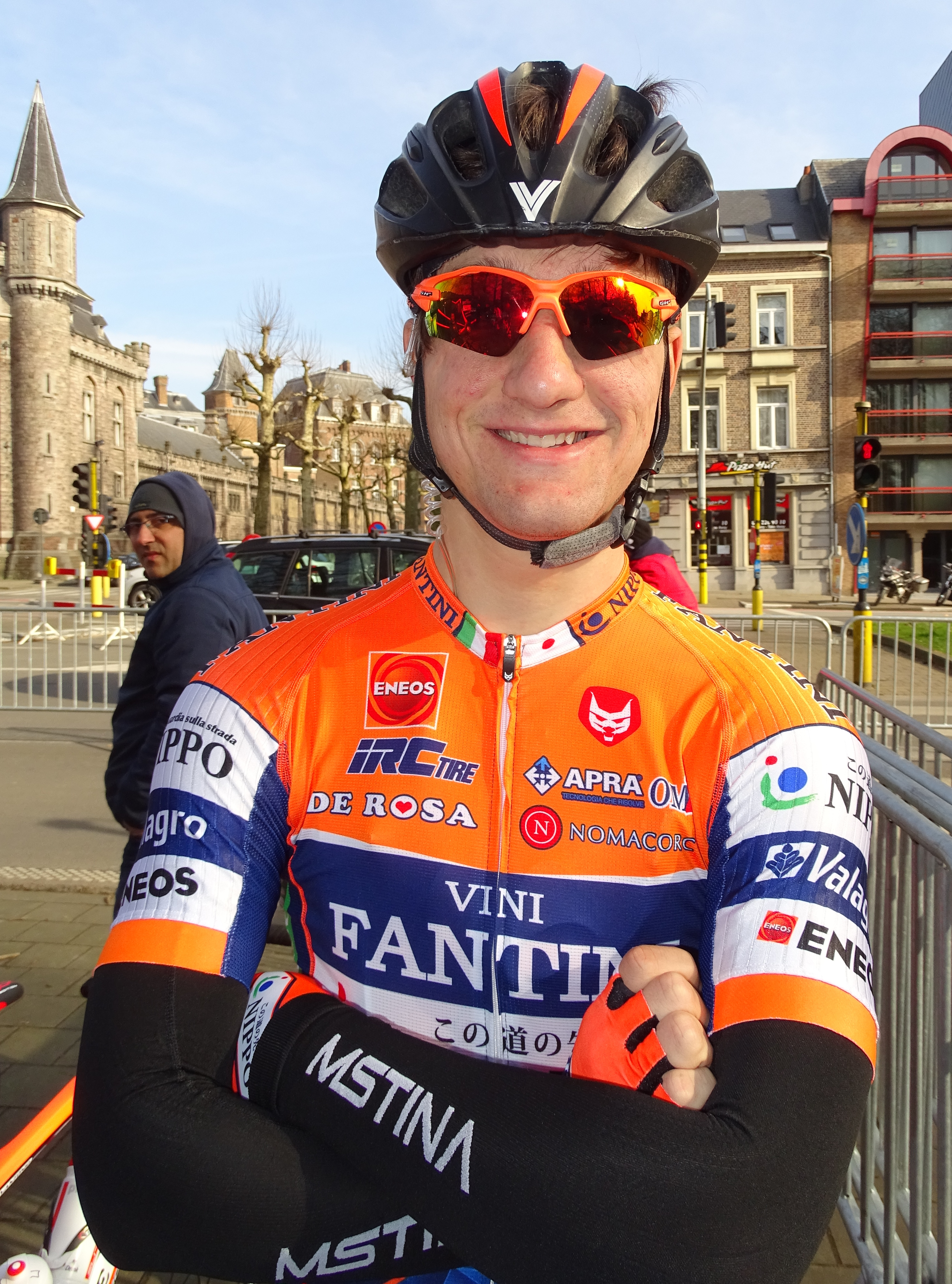
Nicolas Marini.
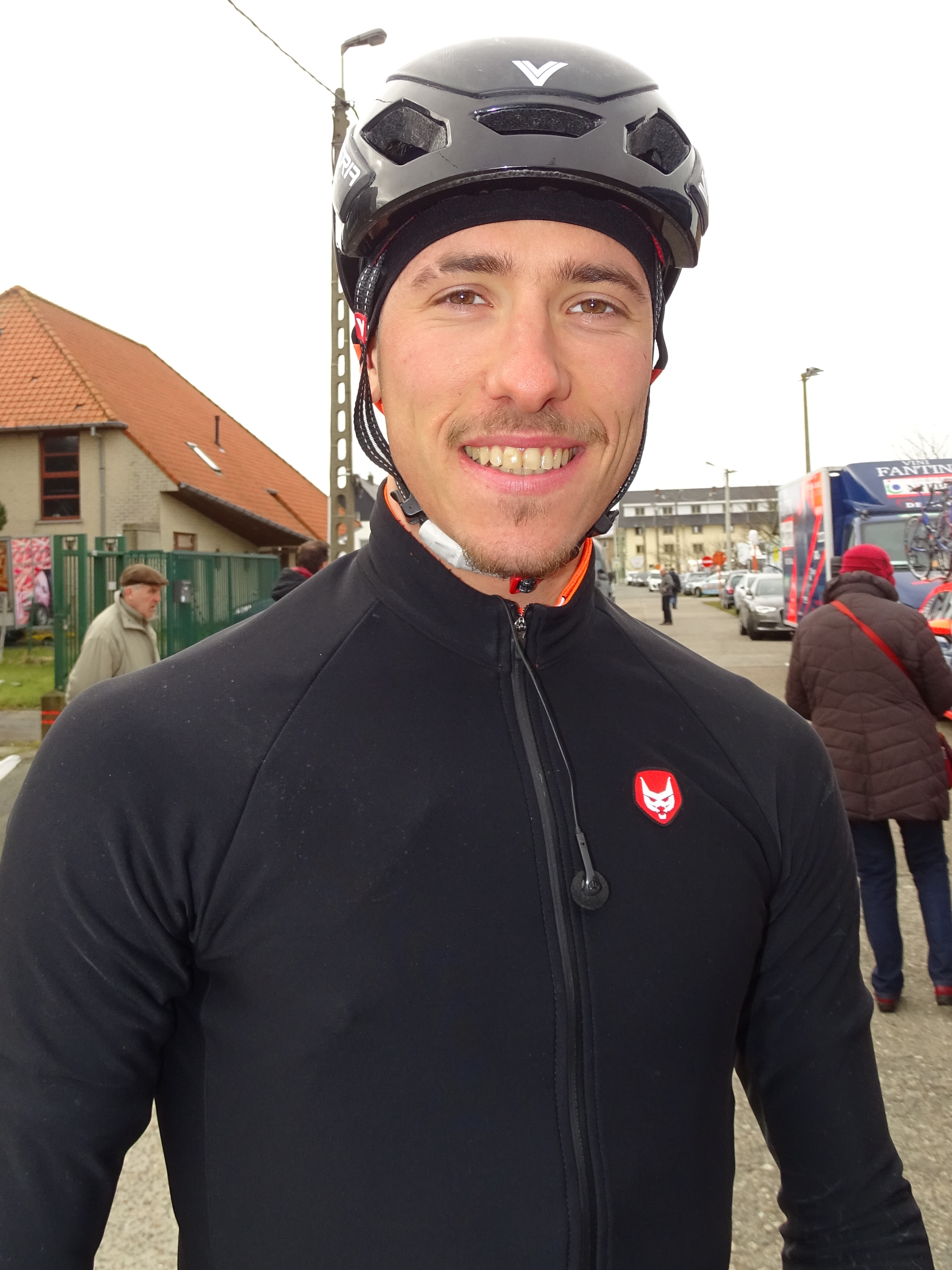
Iuri Filosi.
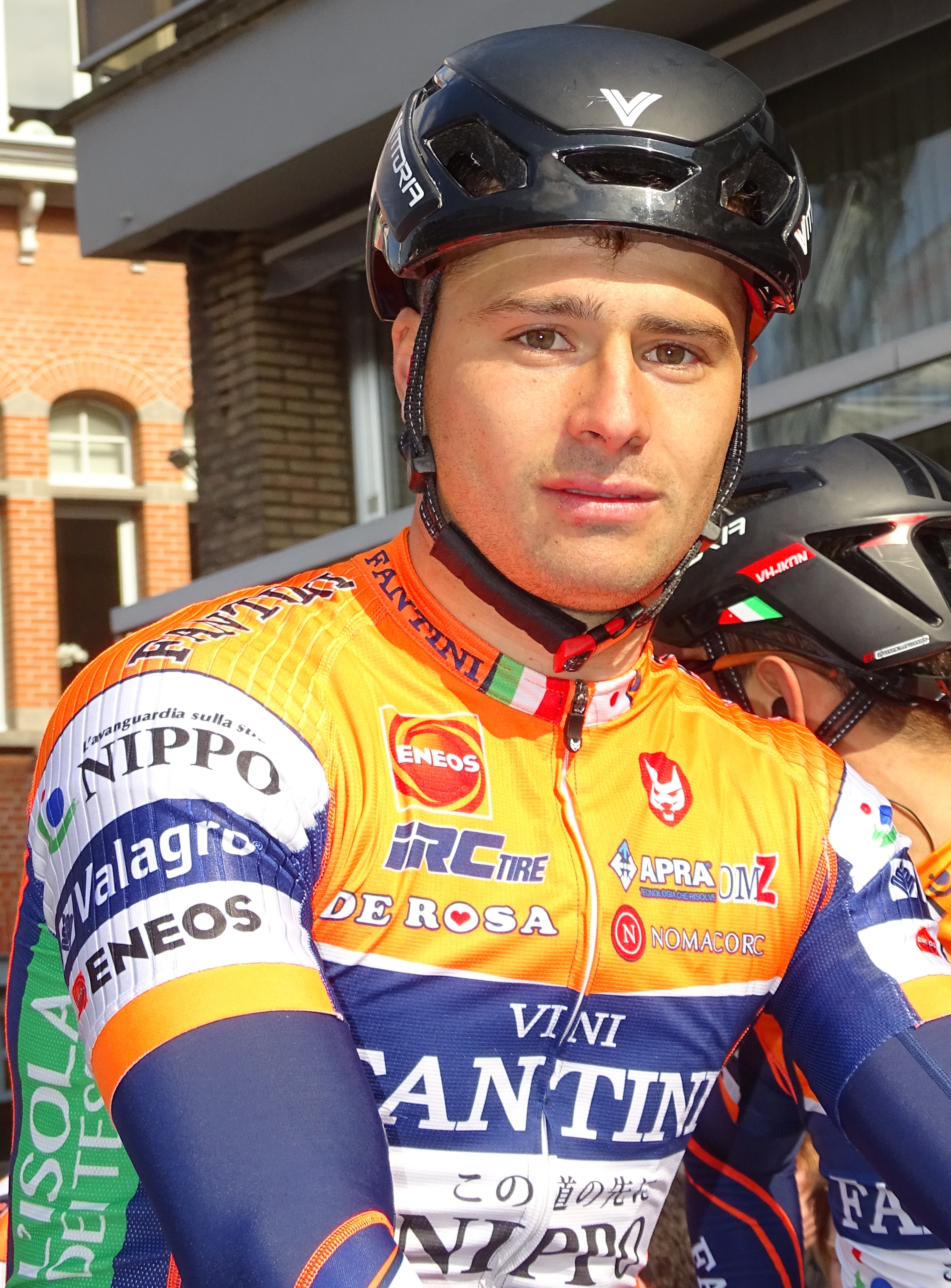
Antonio Viola.

## Bilan de la saison

### Victoires
| Date       | Course                              | Pays         | Classe | Vainqueur            |
| ---------- | ----------------------------------- | ------------ | ------ | -------------------- |
| 07/02/2016 | Grand Prix de la côte étrusque      | Italie       | 1.1    | Grega Bole           |
| 12/06/2016 | Classement général du Tour de Corée | Corée du Sud | 2.1    | Grega Bole           |
| 24/07/2016 | 8e étape du Tour du lac Qinghai     | Chine        | 2.HC   | Nicolas Marini       |
| 02/09/2016 | 3e étape du Tour de Hokkaido        | Japon        | 2.2    | Pierpaolo De Negri   |
| 14/09/2016 | 5e étape du Tour de Chine I         | Chine        | 2.1    | Nicolas Marini       |
| 09/11/2016 | 4e étape du Tour du lac Taihu       | Chine        | 2.1    | Nicolas Marini       |
| 10/11/2016 | 5e étape du Tour du lac Taihu       | Chine        | 2.1    | Eduard-Michael Grosu |

### Résultats sur les courses majeures
Les tableaux suivants représentent les résultats de l'équipe dans les principales courses du calendrier international dans lesquelles l'équipe bénéficie d'une invitation (les cinq classiques majeures et les trois grands tours). Pour chaque épreuve est indiqué le meilleur coureur de l'équipe, son classement ainsi que les accessits glanés par Nippo-Vini Fantini sur les courses de trois semaines.

#### Classiques
| Classique            | Milan-San Remo | Tour des Flandres | Paris-Roubaix | Liège-Bastogne-Liège | Tour de Lombardie |
| -------------------- | -------------- | ----------------- | ------------- | -------------------- | ----------------- |
| Coureur (classement) |                |                   |               |                      |                   |

#### Grands tours
| Grand tour           | Tour d'Italie        | Tour de France | Tour d'Espagne |
| -------------------- | -------------------- | -------------- | -------------- |
| Coureur (classement) | Damiano Cunego (44e) |                |                |
| Accessits            |                      |                |                |